# Jo Freeman
Jo Freeman (Joreen Freeman), née le 26 août 1945 est une avocate, essayiste, politologue féministe américaine qui, en août 1967, avait, au cours de la Conférence nationale pour une politique nouvelle (National Conference for New Politics) à Chicago, déposé avec Shulamith Firestone une proposition reprenant l'argument du Black Power et par laquelle elles revendiquent pour les femmes 51 % des voix. Les femmes subissant une oppression spécifique et représentant 51 % de la population totale américaine.
Jo Freeman a participé au mois d'août 1970 à la réunion d'Oslo, en Norvège, qui devait véritablement marquer le début de la seconde vague féministe en Norvège.